# Play-offs Nederlands voetbal 2023
De play-offs van het Nederlands voetbal in 2023 werden na afloop van de reguliere competitie gespeeld. Hierin streden 4 clubs uit de Eredivisie voor deelname aan de UEFA Europa Conference League. Daarnaast speelden een zevental clubs voor promotie/handhaving naar/in de Eredivisie. Tijdens deze wedstrijden was er ook een video-assistent (VAR) aanwezig. Tevens werden deze play-offs over twee wedstrijden per ronde gespeeld met als regel dat bij een gelijke stand over die twee wedstrijden er werd verlengd en eventueel overgaan werd op het nemen van strafschoppen. De club met de hoogste classificatie speelde in de tweede wedstrijd thuis.
Daarnaast speelden een achttal clubs voor promotie/handhaving naar/in de Tweede divisie en een zestiental clubs voor promotie/handhaving naar/in de Derde divisie.

## Play-offs voor de UEFA Europa Conference League
Deze play-offs werden gespeeld door de nummers 5 tot en met 8 van de Eredivisie. Aan het eind van het seizoen werden de volgende Europese tickets toegewezen:
- Eredivisie #1: groepsfase Champions League
- Eredivisie #2: derde voorronde Champions League
- Eredivisie #3: play-offronde Europa League (ticket van het KNVB Bekertoernooi) 1
- Eredivisie #4: derde voorronde Europa Conference League 1
- Eredivisie play-offs (#5, #6, #7 of #8): tweede voorronde Europa Conference League 1

1 De clubs op de plekken vier tot en met zeven spelen normaliter in de play-offs om één ticket dat recht geeft tot toegang tot de tweede kwalificatieronde van de Europa Conference League. Dat zijn respectievelijk AZ, FC Twente, Sparta Rotterdam en FC Utrecht. Ajax plaatste zich direct voor de play-offronde van de Europa League, omdat PSV de TOTO KNVB Beker heeft gewonnen, maar heeft zich geplaatst voor de derde voorronde van de Champions League. Het ticket voor de derde voorronde van de Europa Conference League werd doorgeschoven van de derde naar de vierde plaats in de reguliere ranglijst. In dit geval hoefde AZ de play-offs niet te spelen en daarom kreeg ook de nummer acht (sc Heerenveen) een ticket voor de play-offs.

### Wedstrijdschema
|  | halve finales 1 en 4 juni | halve finales 1 en 4 juni | halve finales 1 en 4 juni | halve finales 1 en 4 juni | halve finales 1 en 4 juni |   |               | finale 8 en 11 juni | finale 8 en 11 juni | finale 8 en 11 juni | finale 8 en 11 juni | finale 8 en 11 juni |
|  |                           |                           |                           |                           |                           |   |               |                     |                     |                     |                     |                     |
|  | ERE7                      | FC Utrecht                | 1                         | 1                         | 2 (4)                     |   |               |                     |                     |                     |                     |                     |
|  | ERE6                      | Sparta Rotterdam (w.n.s.) | 2                         | 0                         | 2 (5)                     |   |               |                     |                     |                     |                     |                     |
|  | ERE6                      | Sparta Rotterdam (w.n.s.) | 2                         | 0                         | 2 (5)                     |   | B             | Sparta Rotterdam    | 1                   | 0                   | 1                   |                     |
|  |                           |                           |                           |                           |                           |   | B             | Sparta Rotterdam    | 1                   | 0                   | 1                   |                     |
|  |                           | A                         | FC Twente                 | 1                         | 1                         | 2 |               |                     |                     |                     |                     |                     |
|  | ERE8                      | A                         | FC Twente                 | 1                         | 1                         | 2 | sc Heerenveen | 1                   | 0                   | 1                   |                     |                     |
|  | ERE8                      |                           |                           |                           |                           |   | sc Heerenveen | 1                   | 0                   | 1                   |                     |                     |
|  | ERE5                      | FC Twente                 | 2                         | 4                         | 6                         |   |               |                     |                     |                     |                     |                     |

### Halve finales

#### Wedstrijd A
|                                     |               |         |                        | |
| Wedstrijd 1/2 1 juni 2023 18:45 uur | sc Heerenveen | 1 – 2   | FC Twente              | Stadion: Abe Lenstra Stadion, Heerenveen Toeschouwers: 21.360 Scheidsrechter: Nagtegaal Video-assistent: Dieperink |
| Wedstrijd 1/2 1 juni 2023 18:45 uur | Haye 45+1'    | Verslag | 19' Černý 90+3' Ugalde | Stadion: Abe Lenstra Stadion, Heerenveen Toeschouwers: 21.360 Scheidsrechter: Nagtegaal Video-assistent: Dieperink |
| Wedstrijd 1/2 1 juni 2023 18:45 uur |               |         |                        | Stadion: Abe Lenstra Stadion, Heerenveen Toeschouwers: 21.360 Scheidsrechter: Nagtegaal Video-assistent: Dieperink |
| Wedstrijd 1/2 1 juni 2023 18:45 uur |               |         |                        | Stadion: Abe Lenstra Stadion, Heerenveen Toeschouwers: 21.360 Scheidsrechter: Nagtegaal Video-assistent: Dieperink |
|                                     |               |         |                        | |

|                                                                           |                                              |         |               | |
| Wedstrijd 2/2 4 juni 2023 14:30 uur                                       | FC Twente                                    | 4 – 0   | sc Heerenveen | Stadion: De Grolsch Veste, Enschede Toeschouwers: 29.000 Scheidsrechter: Van Boekel Video-assistent: Ruperti |
| Wedstrijd 2/2 4 juni 2023 14:30 uur                                       | Vlap 11' Pröpper 22' Brenet 45' Misidjan 68' | Verslag |               | Stadion: De Grolsch Veste, Enschede Toeschouwers: 29.000 Scheidsrechter: Van Boekel Video-assistent: Ruperti |
| Wedstrijd 2/2 4 juni 2023 14:30 uur                                       |                                              |         |               | Stadion: De Grolsch Veste, Enschede Toeschouwers: 29.000 Scheidsrechter: Van Boekel Video-assistent: Ruperti |
| Wedstrijd 2/2 4 juni 2023 14:30 uur                                       |                                              |         |               | Stadion: De Grolsch Veste, Enschede Toeschouwers: 29.000 Scheidsrechter: Van Boekel Video-assistent: Ruperti |
| Bijz.: FC Twente won over twee wedstrijden met een totaalscore van 6 – 1. |                                              |         |               | |

#### Wedstrijd B
|                                     |              |         |                                        | |
| Wedstrijd 1/2 1 juni 2023 21:00 uur | FC Utrecht   | 1 – 2   | Sparta Rotterdam                       | Stadion: Stadion Galgenwaard, Utrecht Toeschouwers: 16.841 Scheidsrechter: Van der Eijk Video-assistent: Van de Graaf |
| Wedstrijd 1/2 1 juni 2023 21:00 uur | Douvikas 70' | Verslag | 29' (pen.) V. van Crooij 39' Lauritsen | Stadion: Stadion Galgenwaard, Utrecht Toeschouwers: 16.841 Scheidsrechter: Van der Eijk Video-assistent: Van de Graaf |
| Wedstrijd 1/2 1 juni 2023 21:00 uur |              |         |                                        | Stadion: Stadion Galgenwaard, Utrecht Toeschouwers: 16.841 Scheidsrechter: Van der Eijk Video-assistent: Van de Graaf |
| Wedstrijd 1/2 1 juni 2023 21:00 uur |              |         |                                        | Stadion: Stadion Galgenwaard, Utrecht Toeschouwers: 16.841 Scheidsrechter: Van der Eijk Video-assistent: Van de Graaf |
|                                     |              |         |                                        | |

| |                                                        |                         |                                                          | |
| Wedstrijd 2/2 4 juni 2023 18:00 uur                                                                                                   | Sparta Rotterdam                                       | 0 – 1 (n.v.) 5 – 4 pen. | FC Utrecht                                               | Stadion: Het Kasteel, Rotterdam Toeschouwers: 10.599 Scheidsrechter: Kamphuis Video-assistent: Kooij |
| Wedstrijd 2/2 4 juni 2023 18:00 uur                                                                                                   |                                                        | Verslag                 | 80' Viergever                                            | Stadion: Het Kasteel, Rotterdam Toeschouwers: 10.599 Scheidsrechter: Kamphuis Video-assistent: Kooij |
| Wedstrijd 2/2 4 juni 2023 18:00 uur                                                                                                   | Strafschoppen                                          |                         |                                                          | Stadion: Het Kasteel, Rotterdam Toeschouwers: 10.599 Scheidsrechter: Kamphuis Video-assistent: Kooij |
| Wedstrijd 2/2 4 juni 2023 18:00 uur                                                                                                   | V. van Crooij Verschueren Abels Kitolano Auassar Sambo |                         | Dost Booth Van de Streek Brouwers Bozdoğan Van der Hoorn | Stadion: Het Kasteel, Rotterdam Toeschouwers: 10.599 Scheidsrechter: Kamphuis Video-assistent: Kooij |
| Bijz.: Sparta Rotterdam speelde over twee wedstrijden gelijk met een totaalscore van 2 – 2, maar won de strafschoppenserie met 5 – 4. |                                                        |                         |                                                          | |

### Finale

#### Wedstrijd C
|                                     |                          |         |                | |
| Wedstrijd 1/2 8 juni 2023 20:00 uur | Sparta Rotterdam         | 1 – 1   | FC Twente      | Stadion: Het Kasteel, Rotterdam Toeschouwers: 10.349 Scheidsrechter: Manschot Video-assistent: Bos |
| Wedstrijd 1/2 8 juni 2023 20:00 uur | V. van Crooij 47' (pen.) | Verslag | 90+3' Zerrouki | Stadion: Het Kasteel, Rotterdam Toeschouwers: 10.349 Scheidsrechter: Manschot Video-assistent: Bos |
| Wedstrijd 1/2 8 juni 2023 20:00 uur |                          |         |                | Stadion: Het Kasteel, Rotterdam Toeschouwers: 10.349 Scheidsrechter: Manschot Video-assistent: Bos |
| Wedstrijd 1/2 8 juni 2023 20:00 uur |                          |         |                | Stadion: Het Kasteel, Rotterdam Toeschouwers: 10.349 Scheidsrechter: Manschot Video-assistent: Bos |
|                                     |                          |         |                | |

| |            |         |                  | |
| Wedstrijd 2/2 11 juni 2023 14:30 uur | FC Twente  | 1 – 0   | Sparta Rotterdam | Stadion: De Grolsch Veste, Enschede Toeschouwers: 29.500 Scheidsrechter: Makkelie Video-assistent: Van Boekel |
| Wedstrijd 2/2 11 juni 2023 14:30 uur | Brenet 53' | Verslag |                  | Stadion: De Grolsch Veste, Enschede Toeschouwers: 29.500 Scheidsrechter: Makkelie Video-assistent: Van Boekel |
| Wedstrijd 2/2 11 juni 2023 14:30 uur |            |         |                  | Stadion: De Grolsch Veste, Enschede Toeschouwers: 29.500 Scheidsrechter: Makkelie Video-assistent: Van Boekel |
| Wedstrijd 2/2 11 juni 2023 14:30 uur |            |         |                  | Stadion: De Grolsch Veste, Enschede Toeschouwers: 29.500 Scheidsrechter: Makkelie Video-assistent: Van Boekel |
| Bijz.: FC Twente won over twee wedstrijden met een totaalscore van 2 – 1 en plaatste zich voor de tweede voorronde van de Europa Conference League. |            |         |                  | |

## Play-offs om promotie/degradatie Eredivisie/Eerste divisie
In de periode van 22 mei tot en met 11 juni werden de play-offs om promotie/degradatie tussen de Eerste divisie en de Eredivisie gespeeld. De play-offs werden gespeeld door de nummer 16 van de Eredivisie 2022/23, aangevuld met zes clubs uit de Eerste divisie 2022/23. De nummer 17 en nummer 18 van de Eredivisie degradeerden direct. De kampioen en nummer 2 van de Eerste divisie promoveerden direct.
Van de zes clubs uit de Eerste divisie 2022/23 kregen vier teams het recht tot deelname aan de play-offs op grond van de resultaten in de perioden. Dit waren:
- Periode 1: Heracles Almelo
- Periode 2: PEC Zwolle
- Periode 3: Almere City FC
- Periode 4: Heracles Almelo (Het play-offticket werd gegeven aan Willem II, omdat Heracles Almelo al de eerste periode had gewonnen)

Heracles Almelo (kampioen) en PEC Zwolle (nummer 2) promoveerden direct naar de Eredivisie, daardoor werden de play-offtickets doorgeschoven naar de eerstvolgende hoogst geklasseerde club (die het recht tot deelname aan de play-offs nog niet heeft verkregen) in de reguliere eindstand.
De deelnemende clubs voor de eerste ronde waren zes clubs uit de Eerste divisie en dat waren: Almere City FC (ED3), Willem II (ED4), MVV Maastricht (ED5), NAC Breda (ED6), VVV-Venlo (ED7) en FC Eindhoven (ED8).
De deelnemende club voor de halve finales was de nummer 16 van de Eredivisie en dat was: FC Emmen (ERE16).
De clubs uit de Eerste divisie kregen een classificatie mee op basis van de eindstand van de ranglijst. Zo was de club die derde eindigt aangeduid met ED3 en tot en met ED8 voor de clubs op de plaatsen tot en met 8.

### Wedstrijdschema
|  | eerste ronde 22/23 en 26/27 mei | eerste ronde 22/23 en 26/27 mei | eerste ronde 22/23 en 26/27 mei | eerste ronde 22/23 en 26/27 mei | eerste ronde 22/23 en 26/27 mei |   |       | halve finales 30/31 mei en 3 juni | halve finales 30/31 mei en 3 juni | halve finales 30/31 mei en 3 juni | halve finales 30/31 mei en 3 juni | halve finales 30/31 mei en 3 juni |   |                | finale 6 en 11 juni | finale 6 en 11 juni | finale 6 en 11 juni | finale 6 en 11 juni | finale 6 en 11 juni |
|  |                                 |                                 |                                 |                                 |                                 |   |       |                                   |                                   |                                   |                                   |                                   |   |                |                     |                     |                     |                     |                     |
|  | ED7                             | VVV-Venlo (w.n.v.)              | 3                               | 2                               | 5                               |   |       |                                   |                                   |                                   |                                   |                                   |   |                |                     |                     |                     |                     |                     |
|  | ED4                             | Willem II                       | 2                               | 2                               | 4                               |   |       |                                   |                                   |                                   |                                   |                                   |   |                |                     |                     |                     |                     |                     |
|  | ED4                             | Willem II                       | 2                               | 2                               | 4                               |   | B     | VVV-Venlo                         | 1                                 | 1                                 | 2 (0)                             |                                   |   |                |                     |                     |                     |                     |                     |
|  |                                 |                                 |                                 |                                 |                                 |   | B     | VVV-Venlo                         | 1                                 | 1                                 | 2 (0)                             |                                   |   |                |                     |                     |                     |                     |                     |
|  |                                 |                                 | A                               | Almere City FC (w.n.s.)         | 1                               | 1 | 2 (2) |                                   |                                   |                                   |                                   |                                   |   |                |                     |                     |                     |                     |                     |
|  | ED8                             | FC Eindhoven                    | A                               | Almere City FC (w.n.s.)         | 1                               | 1 | 2 (2) | 1                                 | 1                                 | 2                                 |                                   |                                   |   |                |                     |                     |                     |                     |                     |
|  | ED8                             | FC Eindhoven                    |                                 |                                 |                                 |   |       | 1                                 | 1                                 | 2                                 |                                   |                                   |   |                |                     |                     |                     |                     |                     |
|  | ED3                             | Almere City FC (w.n.v.)         | 0                               | 3                               | 3                               |   |       |                                   |                                   |                                   |                                   |                                   |   |                |                     |                     |                     |                     |                     |
|  | ED3                             | Almere City FC (w.n.v.)         | 0                               | 3                               | 3                               |   |       |                                   |                                   |                                   |                                   |                                   | D | Almere City FC | 2                   | 2                   | 4                   |                     |                     |
|  |                                 |                                 |                                 |                                 |                                 |   |       |                                   |                                   |                                   |                                   |                                   | D | Almere City FC | 2                   | 2                   | 4                   |                     |                     |
|  |                                 | E                               | FC Emmen                        | 0                               | 1                               | 1 |       |                                   |                                   |                                   |                                   |                                   |   |                |                     |                     |                     |                     |                     |
|  | ED6                             | NAC Breda                       | 1                               | 4                               | 5                               |   |       |                                   |                                   |                                   |                                   |                                   |   |                |                     |                     |                     |                     |                     |
|  | ED6                             | NAC Breda                       | 1                               | 4                               | 5                               |   |       |                                   |                                   |                                   |                                   |                                   |   |                |                     |                     |                     |                     |                     |
|  | ED5                             | MVV Maastricht                  | 0                               | 1                               | 1                               |   |       |                                   |                                   |                                   |                                   |                                   |   |                |                     |                     |                     |                     |                     |
|  | ED5                             | MVV Maastricht                  | 0                               | 1                               | 1                               |   | C     | NAC Breda                         | 1                                 | 0                                 | 1                                 |                                   |   |                |                     |                     |                     |                     |                     |
|  |                                 |                                 |                                 |                                 |                                 |   | C     | NAC Breda                         | 1                                 | 0                                 | 1                                 |                                   |   |                |                     |                     |                     |                     |                     |
|  |                                 |                                 | ERE16                           | FC Emmen                        | 2                               | 2 | 4     |                                   |                                   |                                   |                                   |                                   |   |                |                     |                     |                     |                     |                     |
|  |                                 |                                 | ERE16                           | FC Emmen                        | 2                               | 2 | 4     |                                   |                                   |                                   |                                   |                                   |   |                |                     |                     |                     |                     |                     |
|  |                                 |                                 |                                 |                                 |                                 |   |       |                                   |                                   |                                   |                                   |                                   |   |                |                     |                     |                     |                     |                     |

### Eerste ronde

#### Wedstrijd A
|                                     |                |         |                | |
| Wedstrijd 1/2 22 mei 2023 20:00 uur | FC Eindhoven   | 1 – 0   | Almere City FC | Stadion: Jan Louwers Stadion, Eindhoven Toeschouwers: 3.518 Scheidsrechter: Van der Laan Video-assistent: Kooij |
| Wedstrijd 1/2 22 mei 2023 20:00 uur | Dorenbosch 76' | Verslag |                | Stadion: Jan Louwers Stadion, Eindhoven Toeschouwers: 3.518 Scheidsrechter: Van der Laan Video-assistent: Kooij |
| Wedstrijd 1/2 22 mei 2023 20:00 uur |                |         |                | Stadion: Jan Louwers Stadion, Eindhoven Toeschouwers: 3.518 Scheidsrechter: Van der Laan Video-assistent: Kooij |
| Wedstrijd 1/2 22 mei 2023 20:00 uur |                |         |                | Stadion: Jan Louwers Stadion, Eindhoven Toeschouwers: 3.518 Scheidsrechter: Van der Laan Video-assistent: Kooij |
|                                     |                |         |                | |

| |                                                |              |                   | |
| Wedstrijd 2/2 26 mei 2023 20:00 uur                                                                                      | Almere City FC                                 | 3 – 1 (n.v.) | FC Eindhoven      | Stadion: Yanmar Stadion, Almere Toeschouwers: 3.622 Scheidsrechter: Nagtegaal Video-assistent: Manschot |
| Wedstrijd 2/2 26 mei 2023 20:00 uur                                                                                      | Hilterman 80' Limbombe 90+4' Van La Parra 109' | Verslag      | 84' (pen.) Amevor | Stadion: Yanmar Stadion, Almere Toeschouwers: 3.622 Scheidsrechter: Nagtegaal Video-assistent: Manschot |
| Wedstrijd 2/2 26 mei 2023 20:00 uur                                                                                      |                                                |              |                   | Stadion: Yanmar Stadion, Almere Toeschouwers: 3.622 Scheidsrechter: Nagtegaal Video-assistent: Manschot |
| Wedstrijd 2/2 26 mei 2023 20:00 uur                                                                                      |                                                |              |                   | Stadion: Yanmar Stadion, Almere Toeschouwers: 3.622 Scheidsrechter: Nagtegaal Video-assistent: Manschot |
| Bijz.: Almere City FC won over twee wedstrijden met een totaalscore van 3 – 2. FC Eindhoven blijft in de Eerste divisie. |                                                |              |                   | |

#### Wedstrijd B
|                                     |                                     |         |                   | |
| Wedstrijd 1/2 23 mei 2023 18:45 uur | VVV-Venlo                           | 3 – 2   | Willem II         | Stadion: Covebo Stadion - De Koel -, Venlo Toeschouwers: 5.392 Scheidsrechter: Dieperink Video-assistent: Nagtegaal |
| Wedstrijd 1/2 23 mei 2023 18:45 uur | Braken 41', 45+3' (pen.) Venema 65' | Verslag | 13', 36' Hornkamp | Stadion: Covebo Stadion - De Koel -, Venlo Toeschouwers: 5.392 Scheidsrechter: Dieperink Video-assistent: Nagtegaal |
| Wedstrijd 1/2 23 mei 2023 18:45 uur |                                     |         |                   | Stadion: Covebo Stadion - De Koel -, Venlo Toeschouwers: 5.392 Scheidsrechter: Dieperink Video-assistent: Nagtegaal |
| Wedstrijd 1/2 23 mei 2023 18:45 uur |                                     |         |                   | Stadion: Covebo Stadion - De Koel -, Venlo Toeschouwers: 5.392 Scheidsrechter: Dieperink Video-assistent: Nagtegaal |
|                                     |                                     |         |                   | |

| |                      |              |                         | |
| Wedstrijd 2/2 27 mei 2023 16:30 uur                                                                              | Willem II            | 2 – 2 (n.v.) | VVV-Venlo               | Stadion: Koning Willem II Stadion, Tilburg Toeschouwers: 13.326 Scheidsrechter: Oostrom Video-assistent: Pérez |
| Wedstrijd 2/2 27 mei 2023 16:30 uur                                                                              | Kabangu 7' Bosch 22' | Verslag      | 74' Venema 120+1' Yaşar | Stadion: Koning Willem II Stadion, Tilburg Toeschouwers: 13.326 Scheidsrechter: Oostrom Video-assistent: Pérez |
| Wedstrijd 2/2 27 mei 2023 16:30 uur                                                                              |                      |              |                         | Stadion: Koning Willem II Stadion, Tilburg Toeschouwers: 13.326 Scheidsrechter: Oostrom Video-assistent: Pérez |
| Wedstrijd 2/2 27 mei 2023 16:30 uur                                                                              |                      |              |                         | Stadion: Koning Willem II Stadion, Tilburg Toeschouwers: 13.326 Scheidsrechter: Oostrom Video-assistent: Pérez |
| Bijz.: VVV-Venlo won over twee wedstrijden met een totaalscore van 5 – 4. Willem II blijft in de Eerste divisie. |                      |              |                         | |

#### Wedstrijd C
|                                     |                    |         |                | |
| Wedstrijd 1/2 23 mei 2023 21:00 uur | NAC Breda          | 1 – 0   | MVV Maastricht | Stadion: Rat Verlegh Stadion, Breda Toeschouwers: 14.361 Scheidsrechter: Bos Video-assistent: Van der Eijk |
| Wedstrijd 1/2 23 mei 2023 21:00 uur | Velanas 40' (pen.) | Verslag |                | Stadion: Rat Verlegh Stadion, Breda Toeschouwers: 14.361 Scheidsrechter: Bos Video-assistent: Van der Eijk |
| Wedstrijd 1/2 23 mei 2023 21:00 uur |                    |         |                | Stadion: Rat Verlegh Stadion, Breda Toeschouwers: 14.361 Scheidsrechter: Bos Video-assistent: Van der Eijk |
| Wedstrijd 1/2 23 mei 2023 21:00 uur |                    |         |                | Stadion: Rat Verlegh Stadion, Breda Toeschouwers: 14.361 Scheidsrechter: Bos Video-assistent: Van der Eijk |
|                                     |                    |         |                | |

| |                |         |                                                                  | |
| Wedstrijd 2/2 27 mei 2023 20:00 uur                                                                                   | MVV Maastricht | 1 – 4   | NAC Breda                                                        | Stadion: Stadion De Geusselt, Maastricht Toeschouwers: 8.223 Scheidsrechter: Blank Video-assistent: Hensgens |
| Wedstrijd 2/2 27 mei 2023 20:00 uur                                                                                   | Livramento 68' | Verslag | 20' Ómarsson 29' Agougil 38' Banzuzi 83' Kortsmit 90+3' Herrmann | Stadion: Stadion De Geusselt, Maastricht Toeschouwers: 8.223 Scheidsrechter: Blank Video-assistent: Hensgens |
| Wedstrijd 2/2 27 mei 2023 20:00 uur                                                                                   |                |         |                                                                  | Stadion: Stadion De Geusselt, Maastricht Toeschouwers: 8.223 Scheidsrechter: Blank Video-assistent: Hensgens |
| Wedstrijd 2/2 27 mei 2023 20:00 uur                                                                                   |                |         |                                                                  | Stadion: Stadion De Geusselt, Maastricht Toeschouwers: 8.223 Scheidsrechter: Blank Video-assistent: Hensgens |
| Bijz.: NAC Breda won over twee wedstrijden met een totaalscore van 5 – 1. MVV Maastricht blijft in de Eerste divisie. |                |         |                                                                  | |

### Halve finales

#### Wedstrijd D
|                                     |                |         |                       | |
| Wedstrijd 1/2 30 mei 2023 20:00 uur | VVV-Venlo      | 1 – 1   | Almere City FC        | Stadion: Covebo Stadion - De Koel -, Venlo Toeschouwers: 7.201 Scheidsrechter: Van den Kerkhof Video-assistent: Gerrets |
| Wedstrijd 1/2 30 mei 2023 20:00 uur | Van Rooijen 7' | Verslag | 29' Limbombe 70' Post | Stadion: Covebo Stadion - De Koel -, Venlo Toeschouwers: 7.201 Scheidsrechter: Van den Kerkhof Video-assistent: Gerrets |
| Wedstrijd 1/2 30 mei 2023 20:00 uur |                |         |                       | Stadion: Covebo Stadion - De Koel -, Venlo Toeschouwers: 7.201 Scheidsrechter: Van den Kerkhof Video-assistent: Gerrets |
| Wedstrijd 1/2 30 mei 2023 20:00 uur |                |         |                       | Stadion: Covebo Stadion - De Koel -, Venlo Toeschouwers: 7.201 Scheidsrechter: Van den Kerkhof Video-assistent: Gerrets |
|                                     |                |         |                       | |

| |                                      |                         |                               | |
| Wedstrijd 2/2 3 juni 2023 16:30 uur | Almere City FC                       | 1 – 1 (n.v.) 2 – 0 pen. | VVV-Venlo                     | Stadion: Yanmar Stadion, Almere Toeschouwers: 4.019 Scheidsrechter: Van de Graaf Video-assistent: Blank |
| Wedstrijd 2/2 3 juni 2023 16:30 uur | Duijvestijn 50'                      | Verslag                 | 62' Allouch                   | Stadion: Yanmar Stadion, Almere Toeschouwers: 4.019 Scheidsrechter: Van de Graaf Video-assistent: Blank |
| Wedstrijd 2/2 3 juni 2023 16:30 uur | Strafschoppen                        |                         |                               | Stadion: Yanmar Stadion, Almere Toeschouwers: 4.019 Scheidsrechter: Van de Graaf Video-assistent: Blank |
| Wedstrijd 2/2 3 juni 2023 16:30 uur | Van La Parra Alhaft Duijvestijn Peña |                         | Venema Allouch Koglin De Boer | Stadion: Yanmar Stadion, Almere Toeschouwers: 4.019 Scheidsrechter: Van de Graaf Video-assistent: Blank |
| Bijz.: Almere City FC speelde over twee wedstrijden gelijk met een totaalscore van 2 – 2, maar won de strafschoppenserie met 2 – 0. VVV-Venlo blijft in de Eerste divisie. |                                      |                         |                               | |

#### Wedstrijd E
|                                     |             |         |                       | |
| Wedstrijd 1/2 31 mei 2023 18:45 uur | NAC Breda   | 1 – 2   | FC Emmen              | Stadion: Rat Verlegh Stadion, Breda Toeschouwers: 18.596 Scheidsrechter: Kooij Video-assistent: Martens |
| Wedstrijd 1/2 31 mei 2023 18:45 uur | Omgba 90+4' | Verslag | 24' Burnet 39' Romeny | Stadion: Rat Verlegh Stadion, Breda Toeschouwers: 18.596 Scheidsrechter: Kooij Video-assistent: Martens |
| Wedstrijd 1/2 31 mei 2023 18:45 uur |             |         |                       | Stadion: Rat Verlegh Stadion, Breda Toeschouwers: 18.596 Scheidsrechter: Kooij Video-assistent: Martens |
| Wedstrijd 1/2 31 mei 2023 18:45 uur |             |         |                       | Stadion: Rat Verlegh Stadion, Breda Toeschouwers: 18.596 Scheidsrechter: Kooij Video-assistent: Martens |
|                                     |             |         |                       | |

| |                              |         |           | |
| Wedstrijd 2/2 3 juni 2023 20:00 uur                                                                             | FC Emmen                     | 2 – 0   | NAC Breda | Stadion: De Oude Meerdijk, Emmen Toeschouwers: 8.309 Scheidsrechter: Nijhuis Video-assistent: Van den Kerkhof |
| Wedstrijd 2/2 3 juni 2023 20:00 uur                                                                             | Živković 62' Assehnoun 90+4' | Verslag |           | Stadion: De Oude Meerdijk, Emmen Toeschouwers: 8.309 Scheidsrechter: Nijhuis Video-assistent: Van den Kerkhof |
| Wedstrijd 2/2 3 juni 2023 20:00 uur                                                                             |                              |         |           | Stadion: De Oude Meerdijk, Emmen Toeschouwers: 8.309 Scheidsrechter: Nijhuis Video-assistent: Van den Kerkhof |
| Wedstrijd 2/2 3 juni 2023 20:00 uur                                                                             |                              |         |           | Stadion: De Oude Meerdijk, Emmen Toeschouwers: 8.309 Scheidsrechter: Nijhuis Video-assistent: Van den Kerkhof |
| Bijz.: FC Emmen won over twee wedstrijden met een totaalscore van 4 – 1. NAC Breda blijft in de Eerste divisie. |                              |         |           | |

### Finale

#### Wedstrijd F
|                                     |                             |         |          | |
| Wedstrijd 1/2 6 juni 2023 20:00 uur | Almere City FC              | 2 – 0   | FC Emmen | Stadion: Yanmar Stadion, Almere Toeschouwers: 4.121 Scheidsrechter: Makkelie Video-assistent: Oostrom |
| Wedstrijd 1/2 6 juni 2023 20:00 uur | Duijvestijn 65' (pen.), 77' | Verslag |          | Stadion: Yanmar Stadion, Almere Toeschouwers: 4.121 Scheidsrechter: Makkelie Video-assistent: Oostrom |
| Wedstrijd 1/2 6 juni 2023 20:00 uur |                             |         |          | Stadion: Yanmar Stadion, Almere Toeschouwers: 4.121 Scheidsrechter: Makkelie Video-assistent: Oostrom |
| Wedstrijd 1/2 6 juni 2023 20:00 uur |                             |         |          | Stadion: Yanmar Stadion, Almere Toeschouwers: 4.121 Scheidsrechter: Makkelie Video-assistent: Oostrom |
|                                     |                             |         |          | |

| |          |         |                             | |
| Wedstrijd 2/2 11 juni 2023 18:00 uur | FC Emmen | 1 – 2   | Almere City FC              | Stadion: De Oude Meerdijk, Emmen Toeschouwers: 8.309 Scheidsrechter: Lindhout Video-assistent: Kamphuis |
| Wedstrijd 2/2 11 juni 2023 18:00 uur | Vlak 58' | Verslag | 51' Van La Parra 53' Smeets | Stadion: De Oude Meerdijk, Emmen Toeschouwers: 8.309 Scheidsrechter: Lindhout Video-assistent: Kamphuis |
| Wedstrijd 2/2 11 juni 2023 18:00 uur |          |         |                             | Stadion: De Oude Meerdijk, Emmen Toeschouwers: 8.309 Scheidsrechter: Lindhout Video-assistent: Kamphuis |
| Wedstrijd 2/2 11 juni 2023 18:00 uur |          |         |                             | Stadion: De Oude Meerdijk, Emmen Toeschouwers: 8.309 Scheidsrechter: Lindhout Video-assistent: Kamphuis |
| Bijz.: Almere City FC won over twee wedstrijden met een totaalscore van 4 – 1 en is gepromoveerd naar de Eredivisie. FC Emmen is gedegradeerd naar de Eerste divisie. |          |         |                             | |

## Play-offs om promotie/degradatie Tweede/Derde divisie
In de play-offs om promotie en degradatie tussen de Tweede en Derde divisie, ging het tussen de nummers 14 en 15 (van de in totaal 16 eerste elftallen) uit de Tweede divisie en de 6 (plaatsvervangende) periodekampioenen uit de Derde divisie zaterdag en zondag.
Bij deze play-offs werden drie ronden gespeeld, ieder over twee wedstrijden. Wanneer de twee wedstrijden samen op een gelijkspel zouden uitkomen, werd er verlengd, ongeacht of een ploeg meer uitdoelpunten heeft gescoord dan de ander. Indien er na 2x15 minuten geen winnaar bekend was, werden er strafschoppen genomen.
|  | eerste ronde 31 mei en 3 juni + 7 en 10 juni | eerste ronde 31 mei en 3 juni + 7 en 10 juni | eerste ronde 31 mei en 3 juni + 7 en 10 juni | eerste ronde 31 mei en 3 juni + 7 en 10 juni |   |              | tweede ronde 10/14 en 17 juni | tweede ronde 10/14 en 17 juni | tweede ronde 10/14 en 17 juni | tweede ronde 10/14 en 17 juni |  |         | derde ronde 21 en 24 juni | derde ronde 21 en 24 juni | derde ronde 21 en 24 juni | derde ronde 21 en 24 juni |
|  |                                              |                                              |                                              |                                              |   |              |                               |                               |                               |                               |  |         |                           |                           |                           |                           |
|  | SteDoCo                                      | 4                                            | 2                                            | 6                                            |   |              |                               |                               |                               |                               |  |         |                           |                           |                           |                           |
|  | TEC                                          | 1                                            | 0                                            | 1                                            |   |              |                               |                               |                               |                               |  |         |                           |                           |                           |                           |
|  | TEC                                          | 1                                            | 0                                            | 1                                            |   | SteDoCo      | 1                             | 2                             | 3                             |                               |  |         |                           |                           |                           |                           |
|  |                                              |                                              |                                              |                                              |   | SteDoCo      | 1                             | 2                             | 3                             |                               |  |         |                           |                           |                           |                           |
|  |                                              | VVSB                                         | 0                                            | 2                                            | 2 |              |                               |                               |                               |                               |  |         |                           |                           |                           |                           |
|  | DOVO                                         | VVSB                                         | 0                                            | 2                                            | 2 | 1            | 2                             | 3                             |                               |                               |  |         |                           |                           |                           |                           |
|  | DOVO                                         |                                              |                                              |                                              |   | 1            | 2                             | 3                             |                               |                               |  |         |                           |                           |                           |                           |
|  | VVSB                                         | 0                                            | 5                                            | 5                                            |   |              |                               |                               |                               |                               |  |         |                           |                           |                           |                           |
|  | VVSB                                         | 0                                            | 5                                            | 5                                            |   |              |                               |                               |                               |                               |  | SteDoCo | 1                         | 0                         | 1                         |                           |
|  |                                              |                                              |                                              |                                              |   |              |                               |                               |                               |                               |  | SteDoCo | 1                         | 0                         | 1                         |                           |
|  |                                              | GVVV                                         | 2                                            | 2                                            | 4 |              |                               |                               |                               |                               |  |         |                           |                           |                           |                           |
|  | USV Hercules                                 | GVVV                                         | 2                                            | 2                                            | 4 | 6            | 5                             | 11                            |                               |                               |  |         |                           |                           |                           |                           |
|  | USV Hercules                                 |                                              |                                              |                                              |   | 6            | 5                             | 11                            |                               |                               |  |         |                           |                           |                           |                           |
|  | IJsselmeervogels                             | 0                                            | 0                                            | 0                                            |   |              |                               |                               |                               |                               |  |         |                           |                           |                           |                           |
|  | IJsselmeervogels                             | 0                                            | 0                                            | 0                                            |   | USV Hercules | 1                             | 0                             | 1                             |                               |  |         |                           |                           |                           |                           |
|  |                                              |                                              |                                              |                                              |   | USV Hercules | 1                             | 0                             | 1                             |                               |  |         |                           |                           |                           |                           |
|  |                                              | GVVV                                         | 0                                            | 3                                            | 3 |              |                               |                               |                               |                               |  |         |                           |                           |                           |                           |
|  | RKSV Groene Ster                             | GVVV                                         | 0                                            | 3                                            | 3 | 0            | 0                             | 0                             |                               |                               |  |         |                           |                           |                           |                           |
|  | RKSV Groene Ster                             |                                              |                                              |                                              |   | 0            | 0                             | 0                             |                               |                               |  |         |                           |                           |                           |                           |
|  | GVVV                                         | 2                                            | 4                                            | 6                                            |   |              |                               |                               |                               |                               |  |         |                           |                           |                           |                           |

1. ↑  TEC is gedegradeerd naar de Derde divisie.
2. ↑  GVVV is gepromoveerd naar de Tweede divisie.
3. ↑  IJsselmeervogels is gedegradeerd naar de Derde divisie.

## Play-offs om promotie/degradatie Derde/Vierde divisie (zaterdag)
In de play-offs om promotie en degradatie tussen de Derde divisie zaterdag en de Vierde divisie zaterdag, ging het tussen de nummers 15 en 16 (van de in totaal 18 elftallen) uit de Derde divisie en de 6 (plaatsvervangende) periodekampioenen uit de twee verschillende Vierde divisie-competities.
Bij deze play-offs werden twee ronden gespeeld, ieder over twee wedstrijden. Wanneer de twee wedstrijden samen op een gelijkspel zouden uitkomen, werd er verlengd, ongeacht of een ploeg meer uitdoelpunten heeft gescoord dan de ander. Indien er na 2x15 minuten geen winnaar bekend was, werden er strafschoppen genomen.
|  | eerste ronde 30 mei en 3 juni | eerste ronde 30 mei en 3 juni | eerste ronde 30 mei en 3 juni | eerste ronde 30 mei en 3 juni |   |               | tweede ronde 6 en 10 juni | tweede ronde 6 en 10 juni | tweede ronde 6 en 10 juni | tweede ronde 6 en 10 juni |
|  |                               |                               |                               |                               |   |               |                           |                           |                           |                           |
|  | ODIN '59                      | 3                             | 4                             | 7                             |   |               |                           |                           |                           |                           |
|  | AVV Swift                     | 2                             | 0                             | 2                             |   |               |                           |                           |                           |                           |
|  | AVV Swift                     | 2                             | 0                             | 2                             |   | ODIN '59      | 3                         | 3                         | 6                         |                           |
|  |                               |                               |                               |                               |   | ODIN '59      | 3                         | 3                         | 6                         |                           |
|  |                               | VV Smitshoek                  | 1                             | 2                             | 3 |               |                           |                           |                           |                           |
|  | VV Smitshoek                  | VV Smitshoek                  | 1                             | 2                             | 3 | 1             | 4                         | 5                         |                           |                           |
|  | VV Smitshoek                  |                               |                               |                               |   | 1             | 4                         | 5                         |                           |                           |
|  | VVOG                          | 0                             | 2                             | 2                             |   |               |                           |                           |                           |                           |
|  | VVOG                          | 0                             | 2                             | 2                             |   |               |                           |                           |                           |                           |
|  |                               |                               |                               |                               |   |               |                           |                           |                           |                           |
|  |                               |                               |                               |                               |   |               |                           |                           |                           |                           |
|  |                               |                               |                               |                               |   |               |                           |                           |                           |                           |
|  |                               |                               |                               |                               |   |               |                           |                           |                           |                           |
|  | SC Genemuiden                 | 2                             | 1                             | 3                             |   |               |                           |                           |                           |                           |
|  | SC Genemuiden                 | 2                             | 1                             | 3                             |   |               |                           |                           |                           |                           |
|  | Excelsior '31                 | 0                             | 1                             | 1                             |   |               |                           |                           |                           |                           |
|  | Excelsior '31                 | 0                             | 1                             | 1                             |   | SC Genemuiden | 3                         | 3                         | 6                         |                           |
|  |                               |                               |                               |                               |   | SC Genemuiden | 3                         | 3                         | 6                         |                           |
|  |                               | vv Capelle                    | 1                             | 2                             | 3 |               |                           |                           |                           |                           |
|  | AZSV                          | vv Capelle                    | 1                             | 2                             | 3 | 2             | 1                         | 3                         |                           |                           |
|  | AZSV                          |                               |                               |                               |   | 2             | 1                         | 3                         |                           |                           |
|  | vv Capelle                    | 2                             | 4                             | 6                             |   |               |                           |                           |                           |                           |

1. ↑  ODIN '59 is gepromoveerd naar de Derde divisie.
2. ↑  VVOG is gedegradeerd naar de Vierde divisie.
3. ↑  Excelsior '31 is gedegradeerd naar de Vierde divisie.
4. ↑  SC Genemuiden is gepromoveerd naar de Derde divisie.

## Play-offs om promotie/degradatie Derde/Vierde divisie (zondag)
In de play-offs om promotie en degradatie tussen de Derde divisie zondag en de Vierde divisie zondag, ging het tussen de nummers 15 en 16 (van de in totaal 18 elftallen) uit de Derde divisie en de 6 (plaatsvervangende) periodekampioenen uit de twee verschillende Vierde divisie-competities.
Bij deze play-offs werden twee ronden gespeeld, ieder over twee wedstrijden. Wanneer de twee wedstrijden samen op een gelijkspel zouden uitkomen, werd er verlengd, ongeacht of een ploeg meer uitdoelpunten heeft gescoord dan de ander. Indien er na 2x15 minuten geen winnaar bekend was, werden er strafschoppen genomen.
|  | eerste ronde 1 en 4 juni | eerste ronde 1 en 4 juni | eerste ronde 1 en 4 juni | eerste ronde 1 en 4 juni |   |                     | tweede ronde 8 en 11 juni | tweede ronde 8 en 11 juni | tweede ronde 8 en 11 juni | tweede ronde 8 en 11 juni |
|  |                          |                          |                          |                          |   |                     |                           |                           |                           |                           |
|  | HBS                      | 2                        | 0                        | 2                        |   |                     |                           |                           |                           |                           |
|  | JOS Watergraafsmeer      | 2                        | 4                        | 6                        |   |                     |                           |                           |                           |                           |
|  | JOS Watergraafsmeer      | 2                        | 4                        | 6                        |   | JOS Watergraafsmeer | 1                         | 0                         | 1                         |                           |
|  |                          |                          |                          |                          |   | JOS Watergraafsmeer | 1                         | 0                         | 1                         |                           |
|  |                          | SV Kampong (w.n.v.)      | 0                        | 3                        | 3 |                     |                           |                           |                           |                           |
|  | Be Quick 1887            | SV Kampong (w.n.v.)      | 0                        | 3                        | 3 | 0                   | 1                         | 1                         |                           |                           |
|  | Be Quick 1887            |                          |                          |                          |   | 0                   | 1                         | 1                         |                           |                           |
|  | SV Kampong               | 0                        | 4                        | 4                        |   |                     |                           |                           |                           |                           |
|  | SV Kampong               | 0                        | 4                        | 4                        |   |                     |                           |                           |                           |                           |
|  |                          |                          |                          |                          |   |                     |                           |                           |                           |                           |
|  |                          |                          |                          |                          |   |                     |                           |                           |                           |                           |
|  |                          |                          |                          |                          |   |                     |                           |                           |                           |                           |
|  |                          |                          |                          |                          |   |                     |                           |                           |                           |                           |
|  | SV AWC                   | 0                        | 2                        | 2                        |   |                     |                           |                           |                           |                           |
|  | SV AWC                   | 0                        | 2                        | 2                        |   |                     |                           |                           |                           |                           |
|  | RKAVV                    | 0                        | 1                        | 1                        |   |                     |                           |                           |                           |                           |
|  | RKAVV                    | 0                        | 1                        | 1                        |   | SV AWC              | 1                         | 1                         | 2                         |                           |
|  |                          |                          |                          |                          |   | SV AWC              | 1                         | 1                         | 2                         |                           |
|  |                          | VV Baronie               | 1                        | 0                        | 1 |                     |                           |                           |                           |                           |
|  | SV Juliana '31           | VV Baronie               | 1                        | 0                        | 1 | 1                   | 0                         | 1                         |                           |                           |
|  | SV Juliana '31           |                          |                          |                          |   | 1                   | 0                         | 1                         |                           |                           |
|  | VV Baronie               | 0                        | 2                        | 2                        |   |                     |                           |                           |                           |                           |

Omdat het zondagelftal van OFC werd opgeheven, kwam er een plek vrij in de Derde divisie zondag. De twee verliezende finalisten uit de play-offs speelden een extra ronde tegen elkaar om de plek in de Derde divisie zondag.
| extra ronde 15 en 18 juni |                     |   |   |   |
|                           |                     |   |   |   |
|                           | VV Baronie          | 3 | 3 | 6 |
|                           | JOS Watergraafsmeer | 1 | 4 | 5 |

1. ↑  SV Kampong is gepromoveerd naar de Derde divisie.
2. ↑  SV AWC is gepromoveerd naar de Derde divisie.
3. ↑  VV Baronie blijft in de Derde divisie.
4. ↑  JOS Watergraafsmeer is gedegradeerd naar de Vierde divisie.